# كايل فارنزورث
كايل فارنزورث (بالإنجليزية: Kyle Farnsworth)‏ هو لاعب كرة قاعدة أمريكي، ولد في 14 أبريل 1976 في ويتشيتا في الولايات المتحدة.

## وصلات خارجية
- كايل فارنزورث على موقع دوري كرة القاعدة الرئيسي (الإنجليزية)
- كايل فارنزورث على موقعبيزبول رفرنس.كوم (الدوري الرئيسي) (الإنجليزية)
- كايل فارنزورث على موقعبيزبول رفرنس.كوم (الدوري الثانوي) (الإنجليزية)
- كايل فارنزورث على موقع إي إس بي إن.كوم (أم.أل.بي) (الإنجليزية)
- كايل فارنزورث على موقع مشجعي الرسوم البيانية (الإنجليزية)